# 弗雷德·昂耶丁马
費迪·安耶甸馬（英語：Fred Onyedinma，1996年11月24日—），是一名尼日利亞足球員，司職中場或前鋒。

## 生平
2014年11月27日，安耶甸馬獲准外借到英乙前領球隊韋甘比，原定至2015年1月3日，由於米禾爾於1月轉會窗收購韋甘比的翼鋒考恩-哈尔，安耶甸馬的借用期作為交易條件延長至球季結束。期間有亮麗的演出，於24場賽事射入8球。

## 榮譽
盧頓
- 英冠附加賽冠軍 : 2023[4]

## 外部連結
- （英文） 足球数据库：弗雷德·昂耶丁马的球员统计数据
- Millwall profile.